# CENPQ
CENPQ (англ. Centromere protein Q) – білок, який кодується однойменним геном, розташованим у людей на 6-й хромосомі. Довжина поліпептидного ланцюга білка становить 268 амінокислот, а молекулярна маса — 30 595.
| 10         |  | 20         |  | 30         |  | 40         |  | 50         |
| ---------- |  | ---------- |  | ---------- |  | ---------- |  | ---------- |
| MSGKANASKK |  | NAQQLKRNPK |  | RKKDNEEVVL |  | SENKVRNTVK |  | KNKNHLKDLS |
| SEGQTKHTNL |  | KHGKTAASKR |  | KTWQPLSKST |  | RDHLQTMMES |  | VIMTILSNSI |
| KEKEEIQYHL |  | NFLKKRLLQQ |  | CETLKVPPKK |  | MEDLTNVSSL |  | LNMERARDKA |
| NEEGLALLQE |  | EIDKMVETTE |  | LMTGNIQSLK |  | NKIQILASEV |  | EEEEERVKQM |
| HQINSSGVLS |  | LPELSQKTLK |  | APTLQKEILA |  | LIPNQNALLK |  | DLDILHNSSQ |
| MKSMSTFIEE |  | AYKKLDAS   |  |            |  |            |  |            |

A: Аланін

C: Цистеїн

D: Аспарагінова кислота

E: Глутамінова кислота

F: Фенілаланін

G: Гліцин

H: Гістидин

I: Ізолейцин

K: Лізин

L: Лейцин

M: Метіонін

N: Аспарагін

P: Пролін

Q: Глутамін

R: Аргінін

S: Серин

T: Треонін

V: Валін

W: Триптофан

Кодований геном білок за функцією належить до фосфопротеїнів. 
Локалізований у ядрі, хромосомах, центромерах.